# Ventura, Kalifornien
San Buenaventura, vanligen känd som Ventura, är residensstad i Ventura County, Kalifornien, USA. Ventura hade 2006 en befolkning på 106 744. Staden ligger längs med U.S. Route 101 vid kusten och är mycket känd bland surfare.

## Historia
Fader Junípero Serra grundade Mission San Buenaventura år 1782, vilket skulle bli grunden till den framtida staden. Namnet kommer från Sankt Bonaventura, ett helgon från 1200-talet.
Efter det amerikanska inbördeskriget anlände nybyggare till området som köpte land från mexikanerna, eller helt enkelt bosatte sig där de ville. Stora områden gjordes sedermera anspråk på av folk från östra USA, bland annat järnvägsmagnaten Thomas Scortt.
På grund av att Ventura inte var enkelt att ta sig till blev staden aldrig ett mål för massimmigration och behöll länge en prägel av landsbygd. Under större delen av 1800-talet efter dess införlivande som stad var Ventura relativt isolerad från övriga delar av delstaten.
Sedan flera stora och snabba vägar byggts till område har dock invånarantalet växt stadigt. År 1920 hade Ventura 4 156 invånare. 1950 hade antalet växt till 16 643 för att 1980 nå 73 774 invånare. Under det senaste decenniet har staden passerat 100 000 invånare.

## Klimat
|                                            | Jan  | Feb  | Mar  | Apr  | Maj | Jun | Jul | Aug | Sep | Okt  | Nov  | Dec  |
| ------------------------------------------ | ---- | ---- | ---- | ---- | --- | --- | --- | --- | --- | ---- | ---- | ---- |
| Normaldygnets maximitemperaturs medelvärde | 18   | 18   | 18   | 19   | 20  | 21  | 23  | 23  | 23  | 22   | 21   | 19   |
| Normaldygnets minimitemperaturs medelvärde | 7    | 8    | 9    | 9    | 11  | 13  | 15  | 15  | 14  | 12   | 9    | 7    |
|                                            |      |      |      |      |     |     |     |     |     |      |      |      |
| Nederbörd                                  | 79,8 | 85,6 | 62,5 | 20,8 | 5,4 | 1,2 | 0,6 | 2,1 | 6,9 | 12,5 | 29,2 | 50,2 |

| Diagram | temperaturer i °C • månadsnederbörd i mm • Källa: | temperaturer i °C • månadsnederbörd i mm • Källa: | temperaturer i °C • månadsnederbörd i mm • Källa: | temperaturer i °C • månadsnederbörd i mm • Källa: | temperaturer i °C • månadsnederbörd i mm • Källa: | temperaturer i °C • månadsnederbörd i mm • Källa: | temperaturer i °C • månadsnederbörd i mm • Källa: | temperaturer i °C • månadsnederbörd i mm • Källa: | temperaturer i °C • månadsnederbörd i mm • Källa: | temperaturer i °C • månadsnederbörd i mm • Källa: | temperaturer i °C • månadsnederbörd i mm • Källa: | temperaturer i °C • månadsnederbörd i mm • Källa: |
|         | 80 18 7                                           | 86 18 8                                           | 63 18 9                                           | 21 19 9                                           | 5 20 11                                           | 1 21 13                                           | 1 23 15                                           | 2 23 15                                           | 7 23 14                                           | 13 22 12                                          | 29 21 9                                           | 50 19 7                                           |

## Bilder

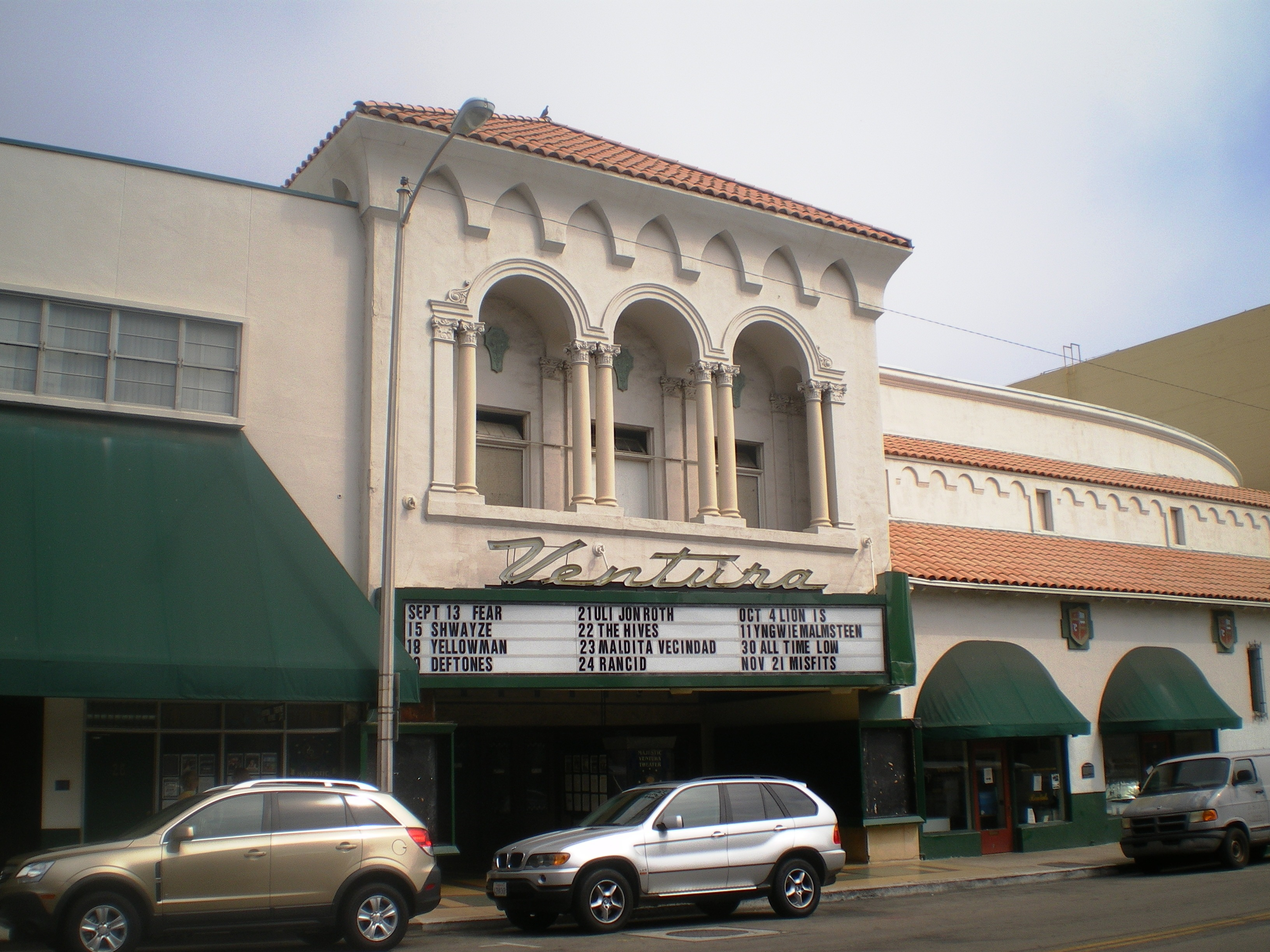
Stadens teater
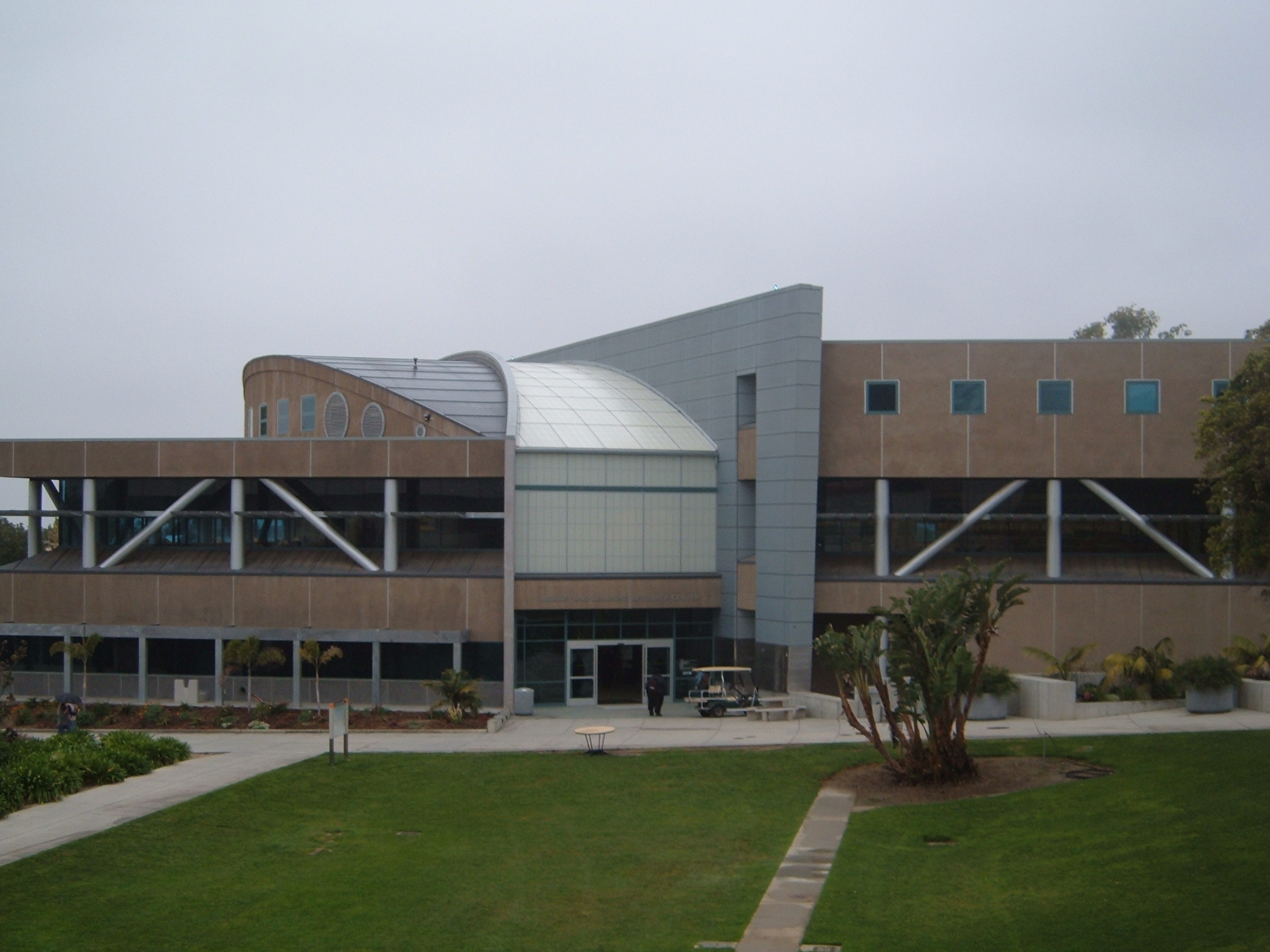
Ventura College
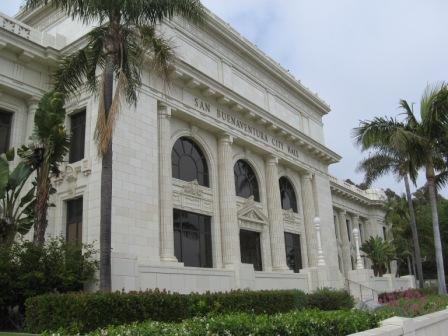
Stadshuset